# Большое Тойнокурье
Большое Тойнокурье — деревня в Приморском районе Архангельской области. Входит в состав Заостровского сельского поселения.
Большое Тойнокурье находится к юго-востоку от Цигломени и южнее деревни Малая Тойнокурья. В деревне находится Георгиевская церковь. К юго-западу от деревни находится кладбище. К северу от деревни проходит автодорога Архангельск — Северодвинск.
Согласно грамоте новгородского князя Святослава Ольговича от 1137 года, по-соседству с финно-угорским Заостровьем в Тойнокурье находилось русское поселение — «у Вихтуя». Тойнокурское селение упоминалось в писцовых книгах 1587 года князя Василия Андреевича Звенигородского, в писцовых книгах 1624 и 1625 годов Мирона Вельяминова и подъячими Баженом Степановым и Антоном Подольским.

## Население
| 2002 | 2010 | 2012 |
| ---- | ---- | ---- |
| 29   | ↘21  | ↗24  |